# Parafia św. Stanisława Biskupa i Męczennika w Racławicach
Parafia św. Stanisława Biskupa i Męczennika w Racławicach – parafia rzymskokatolicka znajdująca się w diecezji sandomierskiej, w dekanacie Nisko. Obecnie w jej skład wchodzą następujące miejscowości: Racławice, Wolina i Nowa Wieś.

## Historia
Parafia została erygowana po II ataku tatarskim na Polskę ok. 1270 r. poprzez wydzielenie z parafii w Bielinach. Nie zachował się jednak żaden akt erekcyjny potwierdzający tę datę. 
Pierwsza wzmianka o jej istnieniu pochodzi z Akt Kamery Apostolskiej z 1325 r. i dotyczy ówczesnego proboszcza Pawła, który zapłacił 14 skojców i 10 denarów podatku kościelnego. Kolejne informacje znajdują się w Liber beneficiorum diocesis cracoviensis Jana Długosza z lat 1470-80 i odnoszą się do podziału dziesięcin między kościołami w Racławicach i Bielinach. Według Długosza wsiami parafialnymi były: Racławice, Przędzel, Zaosice, Podgrodzie oraz Zarzecze, a proboszcz nosił imię Przybysław.
Z obszaru probostwa racławickiego utworzono nowe parafie: Nisko (1896 r.), Zarzecze (1935 r.), Nowosielec (1968 r.), Przędzel (1970 r.), Nisko-Podwolina (2002 r.).
Od momentu powstania do czasów rozbiorów parafia należała do archidiakonatu sandomierskiego w diecezji krakowskiej. W 1786 r. przydzielono ją chwilowo do diecezji tarnowskiej. W latach 1786–1992 r. leżała w granicach administracyjnych diecezji przemyskiej.

## Nabożeństwa
- Msze święte w niedziele i święta: 8:00, 10:30, 17:00
- Msze święte w dni powszednie: 7:00 i 18:00 (latem) lub 17:00 (zimą)
- Adoracja Najświętszego Sakramentu w pierwszą sobotę i pierwszą niedzielę miesiąca
- Nowenna do Matki Bożej Nieustającej Pomocy w każdą środę po wieczornej Mszy świętej.

## Grupy parafialne
Żywy Różaniec, Liturgiczna Służba Ołtarza, schola parafialna, Koło Przyjaciół Wyższego Seminarium Duchownego w Sandomierzu.